# Callulina hanseni
Callulina hanseni é uma espécie de anfíbio anuro da família Brevicipitidae. Não foi ainda avaliada pela Lista Vermelha do UICN. Está presente na Tanzânia.